# Știnăpari
Știnăpari – wieś w Rumunii, w okręgu Caraș-Severin, w gminie Cărbunari. W 2011 roku liczyła 363 mieszkańców. 